# أسماء القرآن الكريم (كتاب)
أسماء القرآن الكريم وأسماء سوره وآياته – معجم موسوعي ميسّر كتاب مطبوع من تأليف الأكاديمي «آدم بمبا» نُشرت طبعته الأولى عام 2009/ 1430هـ، يصنّف الكتاب ضمن الدراسات القرآنية فهو يشتمل على دراسة معجمية للقرآن الكريم وأسماؤه كذلك أسماء سوره وآياته وروعي فيه التيسير على الدّارسين لعلوم القرآن والعلوم المتعلقة بها.
يدور الكتاب حول محورين، الأول حول القرآن الكريم وتقسيمات سوره وما يتفرع عن ذلك من مباحث في علوم القرآن، والثاني حول أسماء آيات القرآن التي وضعها لها العلماء في شتى العلوم الشرعيّة وهو المحور الأساس في الكتاب

## نبذة عن الكتاب
أسماء القرآن الكريم وأسماء سورة وآياته -معجم موسوعي ميسر- مؤلف موسوعي شامل يعرض المصطلحات الغامضة في القرآن الكريم وغير المشهورة، ففي الفصل الأول من المعجم يتعرض المؤلف لأسماء القرآن الكريم ومسمياته وآراء العلماء في ذلك، والفصل الثاني جاء بعنون لـ (السور القرآنية وأسمائها)، والفصل الثاني لـ (الآية وتسميتها) والرابع لـ (معجم أسامي الآيات).
وهذا الكتاب يدخل ضمن الأبحاث المعجمية التي تستهدف التيسير في التعامل مع آيات القرآن الكريم والتي تعدد ذكر أسماء كتاب الله عز وجل وسوره وآياته، وللقرآن الكريم بإجتهاد مؤلف كتاب أسماء القرآن الكريم هي ثلاثة أسماء مشهورة واردة في آيات الوحي الإلهي وهي (القرآن، الكتاب، والفرقان) والاسمان الأولان أشهر وأعم.
- الاسم الأول (القرآن) وهو من الفعل قَرَأَ، يقرأ قراءة وقرآناً. القرآن: مصدر على وزن فُعْلان، وقرأه، يقرؤه، ويقرؤه قراءة – بمعنى الجمع والضم، ومنه قوله تعالى (إن علينا جمعه وقرآنه) أي جمعه وضمَّه بعضه إلى بعض. يقال قرأت الشيء قرآناً أي جمعته وضممته، فالأصل في القراءة ما قرأت وجمعت ووعيت، وسمي القرآن الكريم بهذا الاسم لكونه جمع القصص والعبر وأخبار الأولين والجنة والنار والأمر والنهي، والآيات والسور بعضها إلى بعض.
- الاسم الثاني (الكتاب) اسم مفرد وجمعه: كُتُب، واسم الفاعل منه كاتب وجمعه كُتَّاب، والفعل منه كَتَبَ – يكتب وكتاباً وكتابة، وكتب الشيء: يكتبه أي خطه ودونه، والكتب الجمع، يقال: كَتّب الدّابة كَتْباً أي شدَّ لجامها بحلقة وضمها، والكَتٍيبة أي القطعة والجماعة، وبه سميت جماعة الخيل إذا أغارت، وجمعه كتائب، وبه سمي الكتاب لأن الكاتب يجمع حرفاً إلى حرف، وسمي القرآن العظيم كتاباً لأنه يجمع كلمة إلى أخرى ويجمع السور والآيات بين دفتيه، وتجمع معانيه وأحكامه كل خير لصلاح أمر الدنيا والآخرة.
- الاسم الثالث (الفرقان) اسم يدل على الفصل والتفريق، الفرقان مشتق من الفعل فرَّق ويدل في الأصل على التفريق بين شيئين ويقال: تفرق فرقاناً وفرقة، وتفريقاً، أي تركه وابتعد عنه. يقال: فرق بين القوم أي باعد بينهم، وفارق الشيء: مفارقة وفراقاً، أي تركه وابتعد عنه قال تعالى (وإذ فرقنا بكم البحر) أي شققناه وجعلناه فرقاً وأقساماً، يجعل لكم فرقان أي فرقاً فاصلاً بيناً بين الحق والباطل. ووجه تسمية القرآن فرقان كونه فرق بين الحق والأباطيل، وبين طريق الهدى والرشاد وطريق الغي والعناد، وقد ورد هذا الاسم (الفرقان) في سبعة مواضع من القرآن الكريم.

## أقسام الكتاب
- المقدمة
- الفصل الأول - القرآن الكريم أسماؤه وصفاته
- البحث الأول - أسماء القرآن الكريم الثلاث
- 1 الاسم الأول: القرآن
- 2 الاسم الثاني: الكتاب
- 3 الاسم الثالث: الفرقان
- البحث الثاني - أسماء وصفات أخرى للقرآن الكريم
- أولا: قائمة الزركشي
- ثانيا: قائمة ابن تيمية
- ثالثا: قائمة الفيروز أبادي
- رابعا: قائمة البليهي
- الفصل الثاني - السور القرأنية وأسمائها
- البحث الأول - السورة وتسمياتها بين التوقيف والاجتهاد
- أولا: تعريف السورة
- ثانيا: أسماء السور بين التوقيف والاجتهاد
- أ- القائلون بالتوقيف
- ب - القائلون بالتوقيف والاجتهاد
- البحث الثاني - أسماءوصفات بعض سور القران
- اليحث الثالث - الاشتراك اللفظي في بعض أسامي السور
- أولا: اشتراك سورتين أو أكثر في اسم أو صفة واحدة
- الزهروان
- الطوليان
- القرينتان
- سورتا العيد
- سورتا العيد أو الجمعة
- سورتا الإخلاص
- المقشقشتان
- المعوذتان
- سورتا الخلع والفد
- ثانيا: ما أطلق على مجموعة من السور
- المجموعة الأولى
- المكية والمدنية
- السبع الطوال
- المثاني
- المئون
- المفصل
- المجموعة الثانية
- الثلاثون
- الحامدات
- الحواميم
- الرائيات
- السماوات
- السور الإحدى عشرة
- الطواسيم
- العتاق الأول
- عرائش القران
- العزائم الاربع
- فواتح الصور
- القرائن والأخوات
- القلاقل الأربع
- القوافل
- المسبحات
- المعوذات
- المقشقشات
- النظائر
- هود وأخواتها
- ثالثا: أسماء مجموعات أخرى مستنبطة
- الغستفهاميات
- التوأمتان
- الشرطيات
- القسميات
- القياميات
- المجملات
- المحمدات
- الندائيات
- البحث الرابع - الأبعاد المعرفية لأسامي السور والعلاقات الدلالية بينها
- أولا: الأبعاد المعرفية
- أ- في الاعتقاد والعبادة
- ب- في الظواهر الكونية والطبيعية
- ج- في الظواهر الاجتماعية والحضارية
- ثانيا: العلاقات الدلالية
- الفصل الثالث - الأية القرانية وتسمياتها
- البحث الأول - الأيات القرأنية
- أولا: تعريف الأية
- ثانيا: من حكم تقسيم سور القرآن إلى أيات
- ثالثا: مقادير الأيات القرانية ودورها في تحديد الأي
- البحث الثاني - ترتيب الأيات والسور
- البحث الثالث - تسمية الأيات وفوائد معرفة أسمائها
- أ-من سمى الأيات
- ب- فوائد معرفة أسماء الايات وألقابها
- البحث الرابع - العلوم المختلفة وتسمية الأيات
- أ- أسماء السور في نماذج شعرية
- البحث الخامس - ظواهر عامة في أسماء الأيات
- أولا: صور تسمية الأيات
- ثانيا: الاشتراك بين أسامي بعض الأيات والسور أو الحديث
- البحث السادس - تحديثات شكلية لبعض الأيات
- البحث السابع - أسماء الأي بين الترادف والاشتراك
- أ- أية واحدة بِاسْمٍ واحد
- ب- أية واحدة بأكثر من اسم
- ج- أيات متعددة مشتركة في اسم واحد
- الفصل الرابع - معجم أسامي الأيات مصنفة إلى (223) أيه